# Дикалб (окръг, Тенеси)
Окръг Дикалб (на английски: DeKalb County) е окръг в щата Тенеси, Съединени американски щати. Площта му е 852 km², а населението – 17 423 души (2000). Административен център е град Смитвил.